# Sim (Komiker)

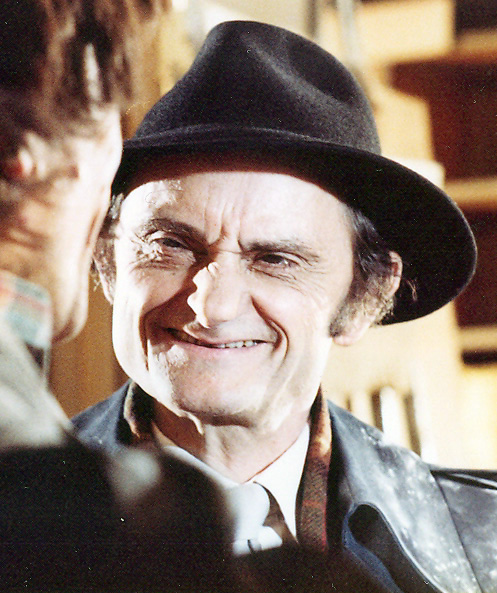
Sim im Fernsehfilm Les Rats de Cave

Sim, Geburtsname Simon Jacques Eugène Berryer (* 21. Juli 1926 in Cauterets; † 6. September 2009 in Saint-Raphaël), war ein französischer Schauspieler, Komiker, Sänger, Autor und Schriftsteller.

## Leben
Simon Berryer verbrachte die ersten Jahre seiner Kindheit in Ancenis, wo sein Vater als Filmvorführer arbeitete. Später zog die Familie nach Nantes um, wo Simon das Lycée Leloup-Bouhier absolvierte. Wie sein Vater entschied er sich 1946 zunächst für den Beruf des Filmvorführers.
Sim hatte einen runden kleinen Kopf mit Halbglatze. Sein mageres Gesicht mit dunklen Augen, einer großen Nase und einem breiten, schmallippigen Mund war sehr beweglich und zu den ulkigsten Grimassen fähig. Er trug sein drolliges Aussehen mit Humor und Selbstironie. « Elle est chouette, ma gueule » – „sie ist klasse, meine Fresse“ wurde zu seinem geflügelten Wort, das in Frankreich weithin bekannt wurde. Unter diesem Titel veröffentlichte er 1983 auch sein erstes Buch. Er habe sich in einem Spiegel angesehen, und erkannt, dass sein Kopf eine Erwerbsgrundlage sein könne, so Sim über sich selbst.
Sein komödiantisches Talent wurde von Jean Nohain, einem Mitarbeiter des staatlichen Fernsehens ORTF entdeckt, der ihn zur Mitwirkung an der Sendung 36 chandelles engagierte. Es folgte ein Engagement in den Variété-Sendungen von Guy Lux, wo er die Baronne de la Tronche-en-biais verkörperte. Anfang der 1960er Jahre trat er in verschiedenen Jugendsendungen auf.
1969 spielte er eine Rolle in dem Kinofilm Une veuve en or von Michel Audiard. In dem 1970 erschienenen Film Elle boît pas, elle fume pas, elle drague pas … mais elle cause desselben Regisseurs tritt er als Küster auf, der sich mit einem Libellenkostüm verkleidet. 1971 trat er in Musketier mit Hieb und Stich (Les mariés de l'an II) von Jean-Paul Rappeneau auf. Im gleichen Jahr erschien auch seine erste von drei Schallplatten, J'aime pas les Rhododendrons.
Mit seinen Auftritten in der RTL-Sendung Grosses Têtes ab 1977 wurde er in Frankreich zur Berühmtheit. Für seine Parodie auf den Film Grease, die Schallplatte Où est ma ch’mise grise erhielt er 1979 die Goldene Schallplatte. Seine dritte Schallplatte Quoi, ma gueule erschien 1980. Es folgten Filmrollen in Pinot simple flic von Gérard Jugnot 1984 und 1990 die poetische Rolle als Flötenspieler in La voce della luna von Federico Fellini.
Auf der Theaterbühne trat er in zwei Stücken seines Freundes Victor Lanoux auf, sowie als Autor und Regisseur ab 1992 mit seinem eigenen Stück Une cloche en or mit mehr als 350 Aufführungen. Dem deutschen Publikum bekannt wurde er als Methusalix in den beiden Asterix-Filmen Asterix und Obelix gegen Caesar und Asterix bei den Olympischen Spielen. Ab 2007 war er erneut im Fernsehen zu sehen, in der Sendung Louis la brocante bei France 3. Sim starb am 6. September 2009 im Krankenhaus in Saint-Raphaël an einer Lungenembolie infolge einer Lungenentzündung.

## Publikationen
- Elle est chouette, ma gueule, Paris 1983: Flammarion. ISBN 978-2-08-064613-2.
- Pour l'humour de Dieu, Paris 1985: Flammarion. ISBN 978-2-08-064765-8.
- Elles sont chouettes, mes femmes, Paris 1986: Flammarion. ISBN 978-2-08-066787-8.
- Le Président Balta, Paris 1988: Flammarion. ISBN 978-2-08-066226-2.
- Ma médecine hilarante, Paris 1990: Flammarion. ISBN 978-2-08-066517-1.
- Elle était chouette, ma France, Paris 1992: Flammarion. ISBN 978-2-08-066787-8.
- Le Penseur, Paris 1993: Le Cherche midi. ISBN 978-2-86274-284-7.
- Et la retraite, bordel ?, Paris 2009: Le Cherche midi. ISBN 978-2-7491-1484-2.

## Filmografie
- 1958: Les gaités de l'escadrille
- 1969: Une veuve en or
- 1970: Elle boit pas, elle fume pas, elle drague pas, mais... elle cause!
- 1971: Musketier mit Hieb und Stich (Les Mariés de l’an II)
- 1971: Die Harte mit dem weichen Keks (La Grande maffia)
- 1973: La porteuse de pain
- 1973: La brigade en folie
- 1974: Die Knallköpfe von St. Tropez (La grande nouba)
- 1974: Au théâtre ce soir (Fernsehreihe, eine Folge)
- 1975: Samedi est à vous (Serie, eine Folge)
- 1976: Andréa
- 1977: Le roi des bricoleurs
- 1977: Drôles de zèbres
- 1980: Sacrés gendarmes
- 1980: Das Berühren des Dudelsacks ist verboten (Touch’ pas à mon biniou)
- 1981: Les rats de cave
- 1981: Der Geheimagent (L'agent secret)
- 1982: Au gui l’an neuf
- 1984: Pinot, Gendarm und Herzensbrecher
- 1984: Le brin de muguet
- 1990: Die Stimme des Mondes (La voce della luna)
- 1999: Asterix und Obelix gegen Caesar
- 2008: Asterix bei den Olympischen Spielen
- 2003–09: Louis la brocante (Fernsehserie, vier Folgen)